# Laphria hera
Laphria hera är en tvåvingeart som beskrevs av Stanley Willard Bromley 1935. Laphria hera ingår i släktet Laphria och familjen rovflugor.
Artens utbredningsområde är Kongo. Inga underarter finns listade i Catalogue of Life.